# Callicebus moloch
El sahuí moloso, huicoco, socayo o titi de vientre rojo (Callicebus moloch), es una especie de primate platirrino, endémico de la Amazonia oriental, en Brasil.

## Distribución
Vive en una vasta área de bosque húmedo entre el río Amazonas y los ríos Tocantins y Tapajós.

## Descripción

### Dimensión
Alcanza una longitud corporal de 30 a 45 cm y su larga cola semiprénsil mide de 40 a 50 cm. Pesa entre 700 y 1200 g.

### Aspecto
El pelo es de color gris oscuro en el dorso y la cola, mientras que la garganta presenta una frondosa banda de color rojo cobrizo que llega a la grupa, a la cual la especie debe su nombre común. Incluso el interior de las piernas es del mismo color, mientras que las partes desnudas del cuerpo (cara y manos) son negruzcas.

## Biología
Es diurno y arbóreo y en las noches y durante las horas más calurosas del día pasa descansando en algún agujero del tronco de un árbol, que ha escogido como suyo.
Viven en grupos familiares que incluyen, cada uno, al menos una pareja reproductora y lass crías; cada grupo tiene su propio territorio, que se define por una serie de vocalizaciones y es fieramente defendido de los intrusos, a pesar de que estos animales no suelen entrar en batallas sangrientas. comunes a todas las especies del género Titi característica se utiliza para tejer las colas en los momentos de relajación.

### Alimentación
Las frutas predominan en su alimentación, pero además consumen insectos, pequeños vertebrados y huevos.

### Reproducción
Las hembras dan a luz una vez al año, generalmente una sola cría, entre diciembre y abril, después de una gestación de 160 días. Después de unos días, el padre asume el cuidado permanente de la cría, y sólo lo deja a la madre para la lactancia durante media hora, con intervalos de dos o tres horas. El cuidado paternal cesa cuando el cachorro es capaz de alimentarse por sí mismo y seguir al grupo; sin embargo, los jóvenes permanecen con el grupo en que nacieron hasta los tres años de edad, cuando alcanzan la madurez sexual y pueden aventurarse en busca de una pareja y de su propio territorio.